# IC 511
IC 511 ist eine linsenförmige Galaxie vom Hubble-Typ S0-a im Sternbild Giraffe am Nordsternhimmel. Sie ist schätzungsweise 167 Millionen Lichtjahre von der Milchstraße entfernt.
Das Objekt wurde am 1. September 1888 vom US-amerikanischen Astronomen Lewis Swift entdeckt. Neue Untersuchungen haben jedoch ergeben, dass Lewis Swift die Galaxie NGC 2646 beobachtet hat, die perfekt zu der Beschreibung passt.